# 陳時中
陳時中（1952年12月27日—），中華民國政治人物、牙科主任，民主進步黨籍，現任行政院政務委員、總統府健康台灣推動委員會副召集人、財團法人賑災基金會董事長，曾任衛生福利部部長、行政院衛生署副署長、中華民國牙醫師公會全國聯合會理事長。陳時中是衛生福利部改制後首位牙科醫師出身的部長，在嚴重特殊傳染性肺炎臺灣疫情爆發時亦兼任中央流行疫情指揮中心指揮官達兩年多，直至2022年辭去職務宣布參選臺北市市長，但敗選告終。

## 生平
陳時中出生於臺北市。父親陳棋炎是國立臺灣大學法律學系教授，並教導過日後的中華民國總統蔡英文，專長為民事法學領域，活躍於戰後時期。
1977年，25歲的陳時中從臺北醫學院牙醫學系畢業後，在當時被視為「北醫派」，由於當時該校體系出身的牙醫人數在臺灣牙醫界算少，所以在臺北醫學院體系的牙醫部門服務。曾擔任臺北醫學大學董事。
1994年，擔任中華民國牙醫師公會全國聯合會第6屆理事長。早期中華民國全民健康保險採「論量計酬」，後將改為「總額制」時，各界不願配合。陳時中在理事長任內說服全臺牙醫界響應「總額制」，成為第一個響應健保總額制的科別。

### 行政院衛生署副署長

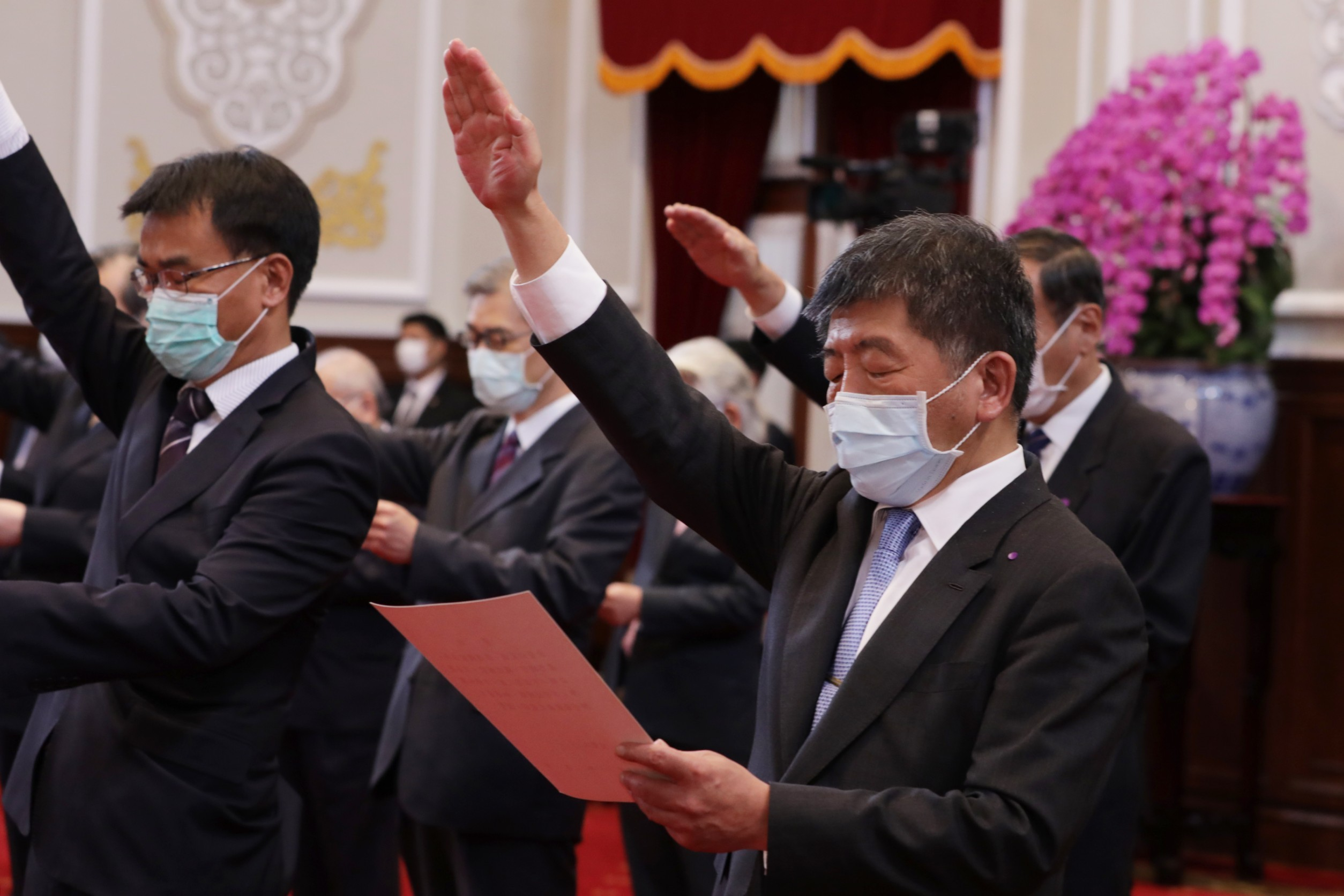
2020年5月20日，陳時中參加「行政院各部會首長宣誓典禮」，續任衛福部部長一職

2004年，陳時中獲陳水扁政府謝長廷內閣任命為行政院衛生署副署長，隨後歷任蘇貞昌、張俊雄等行政院院長，皆持續擔任該職，直至馬英九政府上任後為止。2008年之後，陳時中離開政府職務回歸牙醫界。
2016年，民進黨再次執政，陳時中被蔡英文政府任命為總統府國策顧問。

### 衛生福利部部長
2017年2月8日，陳時中接任衛生福利部部長。陳時中上任時也表示會重新檢討健保「具名核刪制」，引起醫界及在野黨時代力量之批評。同年五月，陳時中部長提出健保核刪試辦「團體組織制」。
2017年9月8日，林全內閣改組為賴清德內閣，陳時中續任衛福部長。2018年9月，陳時中超越蔣丙煌成為衛福部成立以來任期最長的部長。2019年1月14日，賴清德內閣改組為蘇貞昌內閣，陳時中續任衛福部長。
2020年，因應嚴重特殊傳染性肺炎臺灣疫情，陳時中擔任中央流行疫情指揮中心指揮官。
2022年6月12日至19日，陳時中確診嚴重特殊傳染性肺炎後進行居家照護，其指揮官相關業務由副指揮官陳宗彥暫代，並暫停防疫指揮中心每日舉行的記者會。

### 2022年臺北市市長選舉
2022年7月10日，民主進步黨宣布徵召陳時中參選臺北市市長；7月17日，陳時中請辭衛福部部長。
2022年11月26日，陳時中在臺北市市長選舉敗選，獲得434,558票，得票率31.93%。

蔣萬安：
> 35%
> 40%
> 45%
陳時中：
> 40%

### 2023年以後
2023年3月8日，陳時中接替行政院長陳建仁擔任小英之友會榮譽總會長。
2023年8月31日，出任民進黨總統候選人賴清德臺北市競選總部主任委員。
2024年5月20日，陳時中出任行政院政務委員。

## 政治立場
陳時中長年擔任民主進步黨智庫，亦是蔡英文醫療政策白皮書的執筆人。媒體認為陳時中與謝系有些淵源、和新系也有背景，在民進黨黨內的醫界占有重要地位。

### 支持大罷免潮
2025年1月6日，陳時中表示支持2月1日發動立法院大罷免潮，民眾黨立委黃國昌質疑陳時中是拿納稅人的錢搞政治鬥爭，要求行政院撤換陳時中。

## 相關事件

### 被控圖利特定醫院
2014年，前衛生署署長侯勝茂、前副署長賴進祥及陳時中被指控在任內涉嫌圖利特定六家醫院，金額超過新台幣3億元。同年8月，台北地檢署認定三人無圖利犯意，給予不起訴處分。

### BNT疫苗採購爭議
2021年，立委陳玉珍質疑衛福部採購BNT疫苗有溢價，陳時中表示與廠商簽有保密協定。2023年5月，吳子嘉指控時任行政院長蘇貞昌及時任衛福部長陳時中採購BNT疫苗貪污新臺幣30億，蘇貞昌及陳時中因而對吳子嘉提告誹謗，並且分別求償1000萬元。
2024年3月，陳時中出庭證實2020年與德國BNT原廠議約每劑疫苗43美元，高於民間捐贈疫苗每劑30美元，因而受到抨擊。陳時中表示疫苗價格受疫苗採購時間及採購數量影響。王必勝則指出，在民間捐贈BNT疫苗前，政府曾有兩次與BNT疫苗相關的合約未完成，因此不存在所謂的「買貴」情況。他解釋了由於新冠肺炎是新興傳染病，疫苗價格受多方面影響，因此價格會基於時間和採購數量變動。
2024年7月，一審認為吳子嘉的言論與客觀事實不符，而且未盡合理查證義務，侵害陳時中的名譽權，判吳子嘉應賠償陳時中300萬元。2025年4月，二審改為200萬。

## 個人生活
陳時中的太太孫琬玲從事大提琴演奏。孫琬玲的父親為鋼琴家孫曉鐘，孫曉鐘的父母親分別是高雄前議員孫媽諒、高雄古典詩人蔡月華。長子陳思元已婚，育有一子，目前是長庚醫院關節重建科的主治醫師；次子陳彥安，從事藝術工作。

## 選舉紀錄
| 年度 | 選舉屆數             | 選舉區 | 所屬政黨   | 得票數  | 得票率 | 當選標記 | 備註 |
| ---- | -------------------- | ------ | ---------- | ------- | ------ | -------- | ---- |
| 2022 | 第八屆臺北市市長選舉 | 臺北市 | 民主進步黨 | 434,558 | 31.93% |          |      |

## 榮譽

### 中華民國勳章獎章
- 二等景星勳章（2024年5月14日於總統府頒授）[34]

## 出版物
- 黄光芹，《戰疫：鐵人部長陳時中與台灣抗疫英雄們》，時報出版，2020年6月（ISBN 9789571382180）
- 陳時中（李翠卿採訪整理），《溫暖的魄力：陳時中的從醫初心》，天下文化，2022年7月（ISBN 9789865250478）

## 外部連結
- 陳時中的Facebook專頁
- 陳時中 Chen Shih-Chung的X（前Twitter）
- 陳時中的Instagram帳戶
- 衛生福利部官方網站的部長簡介 （页面存档备份，存于）

| 中華民國政府職務 | 中華民國政府職務                                  | 中華民國政府職務 |
| ---------------- | ------------------------------------------------- | ---------------- |
| 行政院           |                                                   |                  |
| 前任： -         | 政務委員 2024年5月20日—                           | 繼任： 現任      |
| 前任： 林奏延    | 衛生福利部部長 第四任 2017年2月8日－2022年7月17日 | 繼任： 薛瑞元    |